# Nitrur de tàntal
El nitrur de tàntal (amb fórmula TaN) és un compost químic, fet de nitrogen i tàntal. Hi ha múltiples fases de compostos, estequimètricament des del Ta2N fins al Ta3N5, inclòs el TaN.
Com a pel·lícula fina, TaN es fa servir com a barrera de difusió i capa aïllant entre les interconnexions de coure a l'extrem posterior de la línia de xips d'ordinador. Els nitrurs de tantal també s'utilitzen en resistències de pel·lícula fina.

## Diagrama de fases
El sistema tàntal-nitrogen inclou diversos estats, inclosa una solució sòlida de nitrogen al tàntal, així com diverses fases de nitrur, que poden variar de l'estequiometria esperada a causa de les vacants de la gelosia. El recuit de "TaN" ric en nitrogen pot donar lloc a la conversió a una barreja de dues fases de TaN i Ta5N6.
Es creu que Ta5N6 és el compost més estable tèrmicament, tot i que es descompon al buit a 2500C a Ta2N. Es va informar de la descomposició al buit de Ta3N5 via Ta4N5, Ta5N6, ε-TaN, fins a Ta2N.

## Preparació
El TaN sovint es prepara com a pel·lícules primes. Els mètodes per dipositar les pel·lícules inclouen la pols de RF reactiva al magnetó, la pols de corrent continu (DC), la síntesi d'alta temperatura autopropagada (SHS) mitjançant la "combustió" de pols de tàntal en nitrogen, deposició de vapor químic metalorgànic a baixa pressió (LP-MOCVD), deposició assistida per feix d'ions (IBAD), i per evaporació del feix d'electrons de tàntal en concert amb ions de nitrogen d'alta energia.
Depenent de la quantitat relativa de N2, la pel·lícula dipositada pot variar de (fcc) TaN a (hexagonal) Ta2N a mesura que el nitrogen disminueix. També s'ha informat d'una varietat d'altres fases a partir de la deposició, incloent bcc i TaN hexagonal; hexagonal Ta5N6; tetragonal Ta4N5; ortorròmbic Ta6N2,5, Ta4N o Ta3N5. Les propietats elèctriques de les pel·lícules de TaN varien de conductor metàl·lic a aïllant en funció de la proporció relativa de nitrogen, i les pel·lícules riques en N són més resistives.

## Usos
De vegades s'utilitza en la fabricació de circuits integrats per crear una barrera de difusió o capes de "cola" entre el coure o altres metalls conductors. En el cas del processament BEOL (a uns 20 nm), el coure es recobreix primer amb tàntal, després amb TaN mitjançant la deposició física de vapor (PVD); aquest coure recobert de barrera es recobreix després amb més coure per PVD i s'omple amb coure recobert electrolíticament, abans de ser processat mecànicament (molt/polit).
També té aplicació en resistències de pel·lícula fina. Té l'avantatge sobre les resistències de nicrom de formar una pel·lícula d'òxid passivant que és resistent a la humitat.